# Eli Roth
Eli Raphael Roth (Boston, 18 april 1972) is een Amerikaans filmregisseur, filmproducent, schrijver en acteur.

## Biografie
Roth raakte als kind geïnteresseerd in films. Nadat hij op achtjarige leeftijd Alien (1979) zag, begon hij ook zelf films te maken. Voordat hij aan zijn filmstudie begon op de New York University, maakte hij vijftig korte films.
Toen Roth in 1994 naar Los Angeles verhuisde, hielp actrice Camryn Manheim hem. In 1995 schreef Roth het script van Cabin Fever, terwijl hij werkte als productieassistent bij Howard Sterns film Private Parts. Met een budget van $1.500.000 verfilmde hij in 2001 zijn eigen script. Hij verkocht de film tijdens het Toronto Film Festival voor $3.500.000,-.
Roths tweede avondvullende film, Hostel, verdrong De Kronieken Van Narnia: De Leeuw, de Heks en de Kleerkast van de eerste plaats in de bioscopen. In januari 2006 werd Roth vanwege zijn films mede de uitvinder van het subgenre gorno genoemd.
In 2007 regisseerde Roth de fake trailer Thanksgiving voor de film Grindhouse. Roth was in de film tevens te zien in de segmenten Death Proof en Thanksgiving. Hij regisseerde daarna de in 2007 verschenen Hostel: Part II en speelde de rol van Donny "The Bear Jew" Donowitz in de in 2009 verschenen film Inglourious Basterds.
In 2014 trouwde Roth met actrice en model Lorenza Izzo. In 2018 werd hun echtscheiding aangekondigd.

## Filmografie

### Film
Exclusief korte films
| Jaar | Film                                | Bijdragen | Bijdragen | Bijdragen     | Bijdragen     | Bijdragen                     | Opmerkingen          |
| Jaar | Film                                | Regie     | Scenario  | Productie     | Acteur        | Rol                           | Opmerkingen          |
| ---- | ----------------------------------- | --------- | --------- | ------------- | ------------- | ----------------------------- | -------------------- |
| 1999 | Terror Firmer                       |           |           |               | Afgevinkt     | Shocked Onlooker              |                      |
| 2000 | Citizen Toxie: The Toxic Avenger IV |           |           |               | Afgevinkt     | Frightened citizen            |                      |
| 2002 | Cabin Fever                         | Afgevinkt | Afgevinkt | Afgevinkt     | Afgevinkt     | Justin aka Grim               |                      |
| 2004 | Tales from the Crapper              |           |           |               | Afgevinkt     | Gay Party-goer                |                      |
| 2005 | 2001 Maniacs                        |           |           | Afgevinkt     | Afgevinkt     | Justin                        |                      |
| 2005 | Hostel                              | Afgevinkt | Afgevinkt | Afgevinkt     | Afgevinkt     | American Stoner               | cameo                |
| 2007 | Grindhouse                          | Afgevinkt | Afgevinkt |               | Afgevinkt     | Tucker/Trailer Announcer      | segment Thanksgiving |
| 2007 | Hostel: Part II                     | Afgevinkt | Afgevinkt | Afgevinkt     |               |                               |                      |
| 2009 | Inglourious Basterds                |           |           |               | Afgevinkt     | Donny "The Bear Jew" Donowitz |                      |
| 2009 | Don't Look Up                       |           |           |               | Afgevinkt     | Béla Olt                      |                      |
| 2009 | Piranha 3-D                         |           |           |               | Afgevinkt     | Wet T-shirt contest MC        | cameo                |
| 2010 | The Last Exorcism                   |           |           | Afgevinkt     |               |                               |                      |
| 2012 | Rock of Ages                        |           |           |               | Afgevinkt     | Stefano                       | cameo                |
| 2012 | Aftershock                          |           | Afgevinkt | Afgevinkt     | Afgevinkt     | Gringo                        |                      |
| 2012 | The Man with the Iron Fists         |           | Afgevinkt | Afgevinkt     | (co-producer) | Wolf Clan #2                  | cameo                |
| 2013 | The Last Exorcism Part II           |           |           |               |               |                               |                      |
| 2013 | The Sacrament                       |           |           | Afgevinkt     |               |                               |                      |
| 2013 | The Green Inferno                   | Afgevinkt | Afgevinkt | Afgevinkt     |               |                               |                      |
| 2014 | The Stranger                        |           |           | Afgevinkt     |               |                               |                      |
| 2014 | Clown                               |           |           | Afgevinkt     | Afgevinkt     | Frowny the Clown              |                      |
| 2015 | Knock Knock                         | Afgevinkt | Afgevinkt | Afgevinkt     |               |                               |                      |
| 2016 | Cabin Fever                         |           | Afgevinkt | (uitvoerend)  |               |                               |                      |
| 2017 | Baywatch                            |           |           | (co-producer) |               |                               |                      |
| 2018 | Death Wish                          | Afgevinkt |           |               |               |                               |                      |
| 2018 | The House with a Clock in Its Walls | Afgevinkt |           |               | Afgevinkt     | comrade Ivan                  |                      |
| 2019 | Haunt                               |           |           | Afgevinkt     |               |                               |                      |
| 2023 | Thanksgiving                        | Afgevinkt | (verhaal) | Afgevinkt     |               |                               |                      |
| 2024 | Borderlands                         | Afgevinkt | Afgevinkt |               |               |                               |                      |

### Televisie
| Jaar       | Film                         | Bijdragen | Bijdragen | Bijdragen            | Opmerkingen        |
| Jaar       | Film                         | Regie     | Productie | Uitvoerend producent | Opmerkingen        |
| ---------- | ---------------------------- | --------- | --------- | -------------------- | ------------------ |
| 2013-2015  | Hemlock Grove                | Afgevinkt |           | Afgevinkt            | regie afl. "Pilot" |
| 2015       | South of Hell                | Afgevinkt |           | Afgevinkt            | regie afl. "Pilot" |
| 2017       | Afterlife                    |           | Afgevinkt |                      | 5 afleveringen     |
| 2018-heden | Eli Roth's History of Horror |           |           | Afgevinkt            | gastheer           |
| 2021-2023  | The Haunted Museum           |           |           | Afgevinkt            | 18 afleveringen    |
| 2022       | Urban Legend                 |           |           | Afgevinkt            | 8 afleveringen     |
| 2023       | Fright Krewe                 |           |           | Afgevinkt            | 10 afleveringen    |